# Ivan Berislavić
Ivan (Ivaniš) Berislavić Grabarski (u. 1514.), hrvatski velikaš, jajački ban (1499.), srebrenički kapetan i naslovni srpski despot (1504. – 1514.) iz hrvatske obitelji Berislavića Grabarskih. Bio je bratić Franje Berislavića.

## Životopis
Obnašao je dužnost despota srpske despotovine od 1504. do 1514. godine. Za despota je ustoličen u Budimu. Na toj je dužnosti naslijedio Jovana Brankovića nakon njegove smrti. Na tu ga je dužnost postavio hrvatsko-ugarski kralj Vladislav II. Prije toga morao je oženiti Brankovićevu udovicu Jelenu Jakšić. Prve dane svog despotstva obilježio je upadima na osmanski teritorij paleći neka sela, što je za posljedicu imalo osmanske osvetničke protuakcije. Zanimljivost je da ga srpski ljetopisci nigdje ne spominju kao despota, jer su vjerojatno bili nezadovoljni njegovim izborom, nadajući se da će za despota doći netko od velikaša Jakšića. Planirao je s beogradskim banom Jurjem Kaniški napasti Smederevo, no kako su Turci otkrili njihov plan, odustali su od nakane.Neuspjeli pohod bio je predmetom međusobnih optuživanja, što je rezultiralo međusobnim uništavanjem imovine. Nakon što je umro na dužnosti ga je naslijedio sin Stjepan Berislavić.
Također je obnašao dužnost bana Jajačke banovine od 1511. od 1513. godine, zamijenivši Baltazara Alapića. Bratić Franjo mu je u tom razdoblju bio zamjenikom, a sudrug u banstvu Juraj Stražemanski.
Postavljen je za braniti južne granice hrvatsko-ugarske države (posebice Ugarske) zajedno sa "Stevanom, Markom i Petrom Jakšićem, Stjepanom Bradačem, te beogradskim i šabačkim četama".
Istakao se u borbama protiv Turaka koje su ga naposljetku tjelesno i novčarski iscrpile, jer je banstvo i despotstvo često zahtijevalo osobne izdatke, tako da je 1513. zamolio kralja neka ga oslobodi službe. Kralj mu je udovoljio 25. svibnja 1513. godine.
Posjedovao je lena u Srijemu. Ondje mu se nalazilo boravište u Kupiniku, zatim Brod na Savi, koji mu je bio boravištem odakle je nadzirao gradove na istoku Hrvatske, po Srijemu, Slavoniji i Jajačkoj banovini. 